# لبنى أزابال
لبنى أزابال (من مواليد 15 أغسطس 1973) هي ممثلة بلجيكية.

## المسيرة الفنية
وُلدت لبنى أزابال في بروكسل، لأبٍ مغربي وأمٍ إسبانية.
بدأت مسيرتها المسرحية في بلجيكا بعد دراستها في المعهد الملكي للموسيقى والفنون المسرحية في بروكسل. وفي عام 1997، حصلت على أول دور سينمائي لها عندما اختارها المخرج البلجيكي فنسنت لانو للتمثيل إلى جانب أوليفييه غورميه في فيلمه القصير J'adore le cinéma. تؤدي أزابال أدوارها باللغات الإنجليزية والفرنسية والعربية، وقد نشأت وهي تتحدث ثلاث لغات هي الفرنسية والإسبانية والأمازيغية.
تُعد مشاركتها في فيلم الإثارة السياسي الجنة الآن (2005) من أبرز أدوارها المعروفة على نطاق واسع. كما ظهرت بدورٍ صغير في فيلم جسد من الأكاذيب (2008) من إخراج ريدلي سكوت، ولعبت دورًا رئيسيًا إلى جانب ماغي جيلنهال في المسلسل القصير المرأة النبيلة (2014) من إنتاج بي بي سي وإخراج هيوغو بليك، كما  شاركت بدور البطولة إلى جانب بن فوستر في فيلم هنا (2011).
فازت أزابال بجائزة اللؤلؤة السوداء لأفضل ممثلة في مهرجان أبو ظبي السينمائي عام 2010 عن دورها في فيلم حرائق. كما حصدت جائزة جيني لأفضل أداء نسائي في دور رئيسي خلال الدورة الحادية والثلاثين لجوائز جيني، وجائزة ماغريت لأفضل ممثلة خلال الدورة الثانية لجوائز ماغريت.
في عام 2018، ظهرت أزابال في دور سوزانا في فيلم مريم المجدلية من إخراج هيلين إدموندسون.

## روابط خارجية
- لبنى أزابال على موقع IMDb (الإنجليزية)
- لبنى أزابال على موقع قاعدة بيانات الأفلام العربية
- لبنى أزابال على موقع قاعدة بيانات الأفلام العربية
- لبنى أزابال على موقع ألو سيني (الفرنسية)
- لبنى أزابال على موقع أول موفي (الإنجليزية)
- لبنى أزابال على موقع قاعدة بيانات الأفلام السويدية (السويدية)
- لبنى أزابال على موقع قاعدة بيانات الفيلم (الإنجليزية)
- لبنى أزابال على موقع كينوبويسك (الروسية)